# Stepanakert

Stepanakert (armeniska: Ստեփանակերտ, Stepanakert; azerbajdzjanska: Xankəndi, svensk transkribering: Xankändi) var huvudstad i den självutnämnda republiken Artsach ([Nagorno-Karabach). Enligt en uppskattning från 1991 fanns det då 55 200 invånare, men det är en siffra som lär ha sjunkit på grund av kriget mellan Azerbajdzjan och Armenien, enligt vissa källor så långt som till omkring 40 000. Det finns dock inga säkra uppgifter om stadens befolkning. Viktigare näringar är tillverkning av vin, livsmedel, silke, möbler och skor. Staden har musik- och medicinskolor, ett museum, och är en station på en förgrening av järnvägslinjen mellan Baku och Tbilisi.
Stepanakert var fram till sovjettiden endast en by. År 1923 grundades staden Stepanakert till den armeniska kommunisten Stepan Sjaumjans ära. Stepanakert är idag, både lokalt och internationellt, fortfarande den vanliga namnformen.[källa behövs] Strax söder om Stepanakert är den äldre staden Sjusji belägen, som fram till 1900-talet var den större orten i området.